# Catopsilia
Catopsilia é um género de borboletas da família Pieridae, comummente chamada de migrantes ou emigrantes.

## Espécies
Ordenados alfabeticamente.
- Catopsilia florella (Fabricius, 1775)
- Catopsilia gorgophone (Boisduval, 1836)
- Catopsilia pomona (Fabricius, 1775)
- Catopsilia pyranthe (Linnaeus, 1758)
- Catopsilia scylla (Linnaeus, 1763)
- Catopsilia thauruma (Reakirt, 1866)